# إسبن كنوتسن
إسبن كنوتسن (بالنرويجية البوكمول: Espen Knutsen)‏ هو لاعب هوكي الجليد نرويجي، ولد في 12 يناير 1972 في أوسلو في النرويج.

## وصلات خارجية
- إسبن كنوتسن على موقع دوري الهوكي الوطني (الإنجليزية)
- إسبن كنوتسن على موقع قاعة مشاهير الهوكي (لاعب أن.إتش.أل) (الإنجليزية)
- إسبن كنوتسن على موقع EliteProspects.com (الإنجليزية)
- إسبن كنوتسن على موقع Eurohockey.com (الإنجليزية)
- إسبن كنوتسن على موقع HockeyDB.com (الإنجليزية)
- إسبن كنوتسن على موقع Hockey-Reference.com (الإنجليزية)
- إسبن كنوتسن على موقع أوليمبيديا (الإنجليزية)
- إسبن كنوتسن على موقع IMDb (الإنجليزية)